# Звериницкая улица (Павловск)

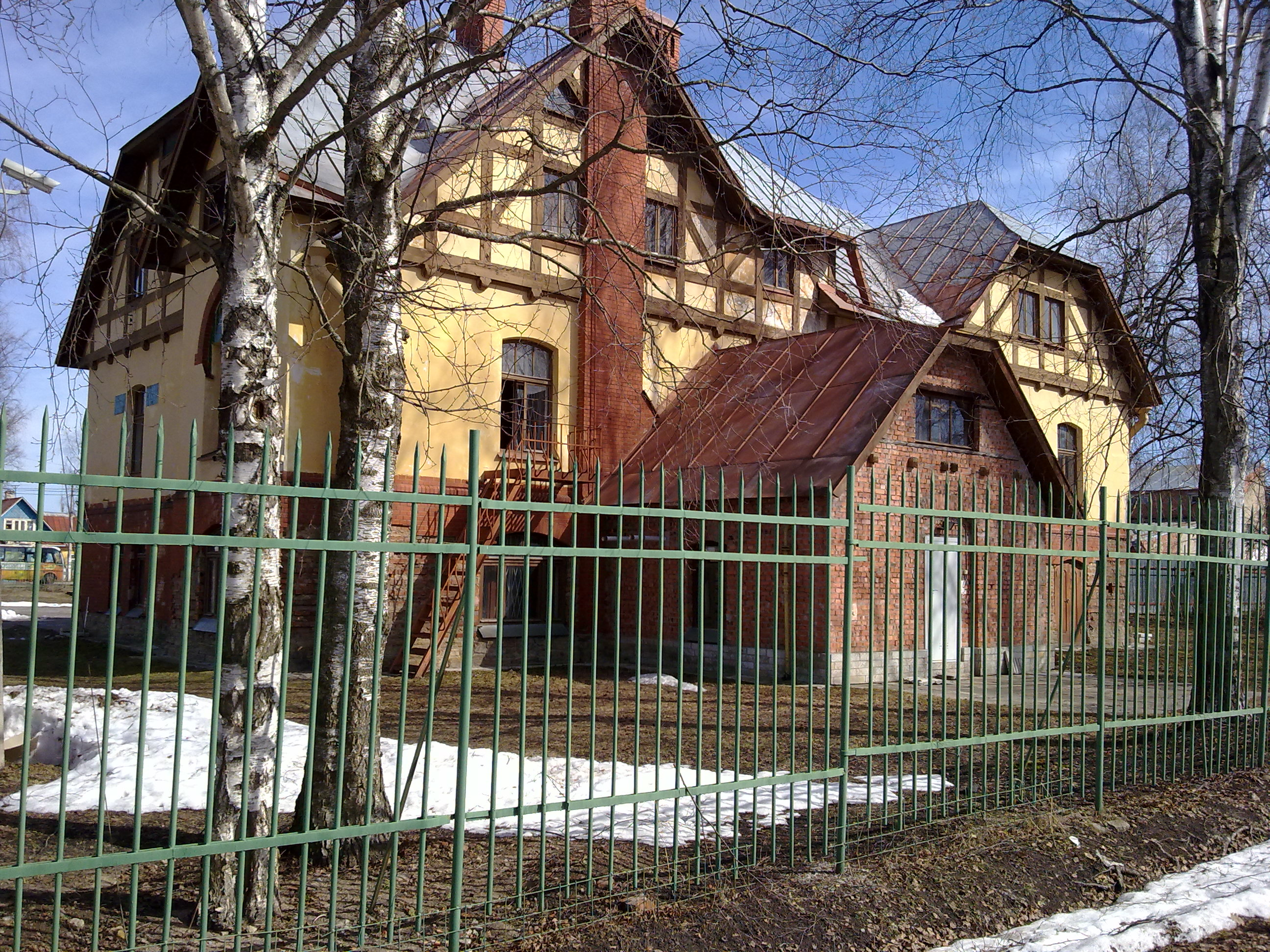
Бывшая дача архитектора К. К. Шмидта на Звериницкой улице

Звери́ницкая у́лица — улица в городе Павловске (Пушкинский район Санкт-Петербурга). Проходит от Садовой до Главной улицы. Далее переходит в Пограничную улицу.
Первоначально — проспект Звери́нца. Название появилось в 1780-х годах в связи с тем, что проспект проходил по границе зверинца, в котором содержались олени и ослы. Позднее сама местность стала называться Зверинец.
С начала XIX века это улица по Зверинцу или улица Зверинца. С 1837 года — Звериницкая улица. Впрочем, карты фиксируют другой вариант — Зверинецкая улица. Существовал также Звериницкий переулок (ныне в составе улицы Декабристов).
Примерно в 1918 году улицу переименовали в улицу Фри́дриха Э́нгельса — в честь немецкого политического деятеля Ф. Энгельса.
11 июня 2003 года улице было возвращено название в форме Звериницкая улица.

## Перекрёстки
- Садовая улица
- улица Красного Курсанта / улица Луначарского
- улица Горького
- улица Декабристов
- 1-я Краснофлотская улица / улица Девятого Января
- 2-я Краснофлотская улица
- улица Профессора Молчанова
- улица Анны Зеленовой
- улица Дзержинского
- Пограничная Фёдоровская дорога
- Главная улица / Пограничная улица